# Gamer (film 2009)
Gamer è un film del 2009 diretto da Mark Neveldine e Brian Taylor, con Gerard Butler.
Il film è uscito negli Stati Uniti e nel Regno Unito il 4 settembre 2009, mentre in Italia il 2 aprile del 2010.

## Trama
Nel 2034, grazie allo sviluppo di tecnologie per il controllo remoto della mente, il miliardario Ken Castle lancia sul mercato  Slayers, un particolare videogioco sparatutto che permette ai giocatori di telecomandare, tramite un dispositivo di controllo, le azioni di alcuni detenuti condannati a morte che si sfidano l'un l'altro in combattimenti all'ultimo sangue, nella speranza di raggiungere la quota di 30 vittorie consecutive, dopo le quali vengono liberati.
Simon, un ragazzo amante dei videogame, si collega a Kable, l'attuale campione sopravvissuto a 27 incontri. Con l'aiuto di Simon, Kable cerca di guadagnarsi l'agognato premio assegnato a colui che riuscirà ad essere campione per 30 volte: la libertà. Ma ciò non è così facile come sembra. In realtà Castle vuole che Kable muoia durante l'ultimo incontro e per farlo assolda un serial killer che non ha alcun controllore e quindi è libero di muoversi come crede. Nel frattempo gli Humanz, un gruppo che vuole che la verità su Castle e Slayers venga a galla, aiutano Simon dandogli un programma per comunicare con lui durante il gioco. Ciò gli permette di sopravvivere al primo attacco del serial killer che subito cerca di ucciderlo ma fallisce grazie a un virus degli Humanz. Kable vince il penultimo round, ma sapendo da una ragazza dell'infermeria che vogliono ucciderlo, lui convince Simon a sconnettersi per dargli piena autonomia. Fatto ciò, nell'arena recupera un'auto e scappa uscendo dal gioco e dandosi per morto. In realtà la ragazza che lo aveva aiutato era un membro degli Humanz e dopo averlo portato nel loro nascondiglio gli prendono dei campioni di DNA per creare un vaccino alle cellule di controllo remoto nel cervello di ogni giocatore. Cerca quindi di recuperare la moglie, anch'essa intrappolata in un altro tipo di videogame dal nome Society, in cui ogni controllore può dare libero sfogo alle proprie perversioni, e nonostante il serial killer riesca a intercettarlo Kable riesce a liberare la moglie e a portarla al rifugio dove viene analizzata per un altro vaccino. Quindi a Kable viene chiesto di farsi esaminare la memoria, e lì si scopre che in realtà il controllo remoto era un esperimento militare che Castle aveva acquisito dopo che questo si era rivelato un fallimento. Kable decide dunque di andare a casa di Castle per ucciderlo, si scontra con detenuti in controllo di Castle, e raggiunge quest'ultimo. Scopre però che anche Castle ha sostituito cellule del suo cervello con quelle per il controllo remoto, ma con la differenza che lui trasmette impulsi al posto di riceverli e che il suo scopo in realtà è assoggettare a lui tutti gli esseri umani. Tutto questo viene proiettato in diretta in tutto il mondo grazie alla ragazza degli Humanz. Alla fine Castle convoca tutti gli Humanz catturati e la famiglia di Kable e ordina a questi di uccidere la figlia, ma grazie anche al controllo di Simon, Kable uccide Castle e con il mondo libero dalla sua tirannia, ritrova finalmente la sua famiglia.

## Produzione
Il progetto nasce da un'idea della Lakeshore Entertainment, che durante il maggio 2007 contatta il duo Mark Neveldine-Brian Taylor, registi di Crank (2006), per studiare un film chiamato Game dai toni thriller e futuristici.
A Neveldine e Taylor è stato dato l'incarico di scrivere la sceneggiatura, e poco tempo dopo sono stati confermati anche alla regia.
Dopo vari negoziati, l'attore scozzese Gerard Butler (Il fantasma dell'opera) è stato assunto per la parte da protagonista.
La lavorazione è durata 53 giorni, e si è svolta per le riprese in esterni ad Albuquerque e per le altre sequenze all'interno degli ABQ Studios.
L'intero film è stato girato con la macchina da presa Red One, un'innovativa videocamera digitale.
La downtown di Albuquerque è stata usata per le riprese ambientate durante il periodo natalizio, ma la maggior parte degli scenari sono comunque stati filmati negli ABQ.